# Vincent van der Meer
Vincent van der Meer (Den Haag, 11 mei 1980) is een Nederlandse dartsspeler. Hij speelde de European Q-School in 2019, waar hij als 4e eindigde, en won daarmee een tourkaart voor 2019 en 2020.